# Miejski Klub Sportowy Będzin 2014-2015
Questa voce raccoglie le informazioni riguardanti il Miejski Klub Sportowy Będzin nelle competizioni ufficiali della stagione 2014-2015.

## Organigramma societario
Area direttiva
- Presidente: Mariusz Korpak

Area tecnica
- Allenatore: Damian Dacewicz (fino al 31 dicembre 2014), Roberto Santilli (dal 31 dicembre 2014)
- Allenatore in seconda: Andrzej Stelmach

## Rosa
| N° | Nome                | Ruolo | Data di nascita  | Nazionalità sportiva |
| -- | ------------------- | ----- | ---------------- | -------------------- |
| 1  | Tomasz Kowalski     | P     | 12 giugno 1991   | Polonia              |
| 2  | Miłosz Hebda        | S     | 11 marzo 1991    | Polonia              |
| 3  | Mikołaj Sarnecki    | S/O   | 29 luglio 1987   | Polonia              |
| 4  | Maciej Pawliński    | S     | 2 febbraio 1983  | Polonia              |
| 7  | Mariusz Gaca        | C     | 20 gennaio 1984  | Polonia              |
| 8  | Jakub Oczko         | P     | 27 dicembre 1981 | Polonia              |
| 9  | Sebastian Warda     | C     | 18 gennaio 1991  | Polonia              |
| 10 | Adrian Hunek        | C     | 28 ottobre 1985  | Polonia              |
| 13 | Michał Żuk          | S     | 4 luglio 1985    | Polonia              |
| 14 | Grzegorz Wójtowicz  | S     | 26 giugno 1989   | Polonia              |
| 16 | Marcin Mierzejewski | L     | 4 gennaio 1982   | Polonia              |
| 17 | Tomasz Tomczyk      | S/O   | 24 maggio 1986   | Polonia              |
| 18 | Robert Milczarek    | S     | 28 novembre 1983 | Polonia              |